# Батуша (Джяковица)
Батуша (серб. Батуша, Batuša; алб. Batushë) — село в общине Джяковица в исторической области Метохия. С 2008 года находится под контролем частично признанной Республики Косово.

## Административная принадлежность
| Сербская позиция                                                                    | Албанская позиция                                               |
| ----------------------------------------------------------------------------------- | --------------------------------------------------------------- |
| входит в общину Джяковица Печского округа автономного края Косово и Метохия, Сербия | входит в общину Джяковица Джяковицкого округа Республики Косово |

## История
В 1330 году король Стефан Дечанский подарил село, вместе с сельской церковью Святого Николая, монастырю Дечаны. Согласно турецкой переписи 1485 года, в селе было 47 сербских домов и один православный священник. В 1848 году Батушу посетил российский консул в Призрене, который насчитал восемь сербских семей. После Косовской войны в селе не осталось ни одного серба. На месте церкви албанцы построили мечеть, используя материалы бывшей церкви.

## Население
Согласно переписи населения 1981 года, в селе проживало 1276 человек: 1263 албанца, 10 черногорцев и 3 мусульманина.
Согласно переписи населения 2011 года, проведённой властями Республики Косово, в селе проживало 957 человек: 464 мужчины и 493 женщины; 955 албанцев и 2 лица неизвестной национальности.
| Численность населения | Численность населения | Численность населения | Численность населения | Численность населения | Численность населения | Численность населения |
| 1948                  | 1953                  | 1961                  | 1971                  | 1981                  | 1991                  | 2011                  |
| --------------------- | --------------------- | --------------------- | --------------------- | --------------------- | --------------------- | --------------------- |
| 585                   | 643                   | 760                   | 972                   | 1276                  | 1389                  | 957                   |

## Достопримечательности
На территории села находится остатки укреплений, церкви и кладбища, а также башня Адема Адемая (XIX век).